# Cỏ xoan
Cỏ xoan (danh pháp hai phần: Halophila ovalis) là một loài cỏ biển trong họ Thủy thảo (Hydrocharitaceae). Loài này thường mọc quanh các rạn san hô, cửa sông, vùng gian triều hay trên chất nền cát mềm hoặc bùn. Lá cây hình trứng, mọc ra từ phần thân nhô lên thân rễ nằm dưới cát. Rễ cây được bao phủ bởi lông mịn và có thể dài tới 800 mm. Cây thường mọc thành từng bãi cỏ phủ kín bãi cát trên đáy biển. Cỏ xoan có tác dụng tạo sự ổn định cho đáy biển và cung cấp môi trường sống cho các loài sinh vật khác. Do cá cúi thường ăn cỏ này nên cỏ còn được gọi là cỏ cá cúi.
Nhà thực vật học Robert Brown là người đầu tiên mô tả loài này với danh pháp Caulinia ovalis. Về sau, sách Flora Tasmaniae (1858) của Joseph Dalton Hooker đổi loài này sang chi Halophila.
Tên khoa học Halophila ovata hiện được xem là danh pháp đồng nghĩa.